# Pol Calvet
Pol Calvet  (San Cugat del Vallés, Barcelona, 19 de abril de 1994) es un futbolista español retirado. Jugaba de mediocentro.

## Trayectoria

### F. C. Barcelona
Ingresó en La Masía en el año 2008 con 14 años, incorporándose a los infantiles, durante los años progresaba mucho destacándose entre sus compañeros, hasta que finalmente debutó el 23 de marzo de 2013, frente a la S. D. Huesca con el Barcelona "B". Debido a su gran temporada 2012/13 en el Juvenil A, promocionó para jugar de manera oficial con el F. C. Barcelona B.
Durante su primera campaña con el filial azulgrana, no gozó de la confianza del entrenador jugando solamente dos partidos como titular. Todo se vería aún más complejo cuando a fines de la temporada sufrió molestias en los isquiotibiales que lo irían apartando del equipo. Para solucionar sus complicaciones, fue operado el 17 de abril de 2014 quedando fuera de lo terrenos de juego por alrededor de seis meses. Recibió el alta médica el 26 de agosto, con lo cual pudo volver a jugar como culé tras una dura recuperación.
Lamentablemente para él justo un año después, volvió a tener problemas en los músculos isquiotibiales, llevándole a pasar nuevamente por el quirófano el 12 de mayo en Finlandia. Se perdería el resto de campaña, sin recuperarse del todo durante el semestre siguiente con lo cual no participó con el Barça "B" durante el 2015.

### Deportivo de La Coruña
Durante la temporada 2015-16, Calvet rescindió su contrato con el club catalán, para así fichar por el filial del Deportivo de La Coruña con quienes jugaría hasta terminar el campeonato.

### Estados Unidos y retiro
En el 2017 entró a la Universidad de Pittsburgh y jugó al fútbol universitario en los Pittsburg Panthers durante un año, donde jugó 14 encuentros. Fue seleccionado por Los Angeles FC en el SuperDraft de la MLS 2018, pero no firmó contrato con el club.
El 11 de noviembre de 2018, a los 24 años, Calvet anunció su retiro del fútbol.

## Clubes
| Club          | País           | Temporadas  | Partidos | Goles | Asistencias |
| ------------- | -------------- | ----------- | -------- | ----- | ----------- |
| Barcelona B   | España         | 2013 - 2016 | 27       | 0     | 0           |
| Barcelona B   | España         | 2016        | 22       | 6     | 0           |
| UE Llagostera | España         | 2016 - 2017 | 5        | 0     | 0           |
| Panthers      | Estados Unidos | 2017 - 2018 | 3        | 0     | 0           |

## Palmarés

### Campeonatos nacionales
| Título                              | Club                      | País   | Año  |
| ----------------------------------- | ------------------------- | ------ | ---- |
| Grupo III División de Honor Juvenil | F. C. Barcelona Juvenil A | España | 2013 |